# Малосёлка
Малосёлка (укр. Малосілка) — село на Украине, основано в 1593 году, находится в Бердичевском районе Житомирской области.
Код КОАТУУ — 1820883301. Население по переписи 2001 года составляет 774 человека. Почтовый индекс — 13340. Телефонный код — 4143. Занимает площадь 2,1 км².

## История
В 1946 году указом ПВС УССР село Малая Татарновка переименовано в Малосёлку.